# 贊贊區 (科特迪瓦)
8°37′N 3°9′W / 8.617°N 3.150°W
贊贊區（District du Zanzan），是科特迪瓦的14個行政區之一，位於該國東北部，2011年该国行政区划改组时由原赞赞区（Région du Zanzan）改组而来，首府設於邦杜庫。该区位于科特迪瓦的西北，东与加纳相邻，北与布基纳法索相接。南与科莫埃区相接，西南与湖泊区相接，西与萨瓦纳区及邦达马河谷区相邻。面積38,251平方公里，2014年人口934,352，人口密度每平方公里24人。
科莫埃国家公园位于该区及萨瓦纳区之间，是该国的世界遗产之一，与古城邦杜库一道，为该区的重要旅游资源。

## 行政区划
赞赞区由两个大区组成：
- 贡图戈大区
- 本卡尼大区